# Club de Rugby El Salvador
Pour les articles homonymes, voir Salvador (homonymie).
Maillots
Actualités
Le Club de Rugby El Salvador, connu pour des raisons de sponsoring sous le nom d'INEXO El Salvador, est un club de rugby à XV basé à Valladolid, en Espagne. Fondé en 1960 par le professeur et prêtre catholique français Georges Bernés, qui a introduit le rugby au Colegio El Salvador de Valladolid, le club est l’un des plus titrés de Castille-et-León.

## Historique
La date exacte de l’introduction du rugby à XV en Espagne et dans la péninsule Ibérique reste incertaine, mais il est probable que ce sport ait été pratiqué pour la première fois par des Britanniques résidant dans le pays. Des matchs ont ainsi été disputés au Real Colegio de San Albano de Valladolid entre 1875 et 1887, suivant des règles proches de celles du rugby moderne.
L’introduction du rugby à XV à Valladolid remonte aux années 1960. Georges « Jorge » Bernés, prêtre français et professeur au Colegio El Salvador, initie ses élèves à ce sport, qu’il avait pratiqué en France.
Le Club de Rugby El Salvador est fondé en 1960 à Valladolid par un groupe d’anciens élèves de ce collège. Dès ses débuts, le club s’inscrit dans le mouvement d’implantation du rugby à XV dans la région de Castille-et-León, alors en plein essor. Le club commence dans les compétitions régionales avant de gravir progressivement les échelons du rugby espagnol.
Le club accède pour la première fois à la División de Honor, l’élite du rugby espagnol, au début des années 1980. Après une phase d’apprentissage, El Salvador remporte son premier titre de champion d’Espagne en 1990-1991, ouvrant une période d’ambition et de structuration autour de la formation, de l'encadrement technique et de l'amélioration des infrastructures.
Sous la houlette de dirigeants visionnaires et d'entraîneurs emblématiques comme Tiki Inchausti (es) ou Chucho Mozimán, le club confirme son statut d’équipe phare dans les années 1990 et 2000. Il remporte sept championnats entre 1998 et 2010, dont deux doublés consécutifs Championnat–Coupe du Roi en 2003-2004 et 2006-2007. À cette époque, il dispute également et remporte plusieurs Coupes Ibériques, affrontant les meilleurs clubs portugais.
Le club joue ses matchs à domicile aux Campos de Pepe Rojo, un complexe sportif dédié au rugby construit en 1998, qu’il partage avec son grand rival local, le Valladolid Rugby Asociación Club. Ce derby local, surnommé le derbi vallisoletano, devient l’un des sommets du rugby espagnol et attire régulièrement plusieurs milliers de spectateurs.
Entre 2010 et 2015, El Salvador traverse une phase de transition marquée par un renouvellement d’effectif, mais revient au sommet avec un titre de champion en 2015-2016, ainsi qu’une victoire en Coupe Ibérique en 2017. Le club mise alors sur une stratégie mêlant jeunes talents espagnols et renforts étrangers expérimentés, comme l’Anglais Sam Katz (es) ou le Néo-Zélandais Joe Mamea.
Sous la direction de l’entraîneur Juan Carlos Pérez à partir de 2014, El Salvador consolide sa position de candidat permanent au titre, malgré la domination croissante du Valladolid RACet l’émergence de clubs comme Ordizia Rugby Elkartea ou le Club Alcobendas rugby. Le club remporte plusieurs Coupes du Roi (2016, 2021, 2022) et Supercoupes d’Espagne (2016, 2017).
En 2024-2025, alors qu’il termine seulement quatrième de la saison régulière, El Salvador réalise un parcours spectaculaire en phase finale et remporte son neuvième championnat d’Espagne en battant le Club de Rugby Complutense Cisneros 14 à 11 en finale à domicile, le 1er juin 2025. Ce titre, obtenu neuf ans après le précédent, confirme le retour au sommet de ce club historique du rugby espagnol. 

## Identité visuelle

### Couleurs
Les couleurs traditionnelles du club sont le noir et blanc. L’équipe joue habituellement en maillot noir avec une bande blanche horizontale.

### Logo

Évolution du logo
Ancien logo.
Logo actuel.

## Joueurs emblématiques
- Pablo Feijoo
- Carlos Souto Vidal
- Sergio Souto Vidal
- Cesar Sempere
- Juan Murré
- Uale Mai
- James Faiva
- Walter Fifita

## Palmarès
- Championnat d'Espagne (9)
  - Champion : 1991, 1998, 2003, 2004, 2007, 2008, 2010, 2016, 2025
- Coupe du Roi (8)
  - Vainqueur : 1993, 1999, 2005, 2006, 2007, 2011, 2016, 2022
- Supercoupe d'Espagne (6)  
  - Vainqueur : 2003, 2004, 2005, 2006, 2007, 2018
- Coupe ibérique : (5)
  - Vainqueur : 1992, 1999, 2004, 2005, 2016